# Luba Gawisar
Luba Gawisar, pierwotnie Luba Grasberg, z domu Zylberg, ps. Zielona Marysia (hebr. לובה גביסר; ur. 8 maja 1924 w Warszawie, zm. 8 listopada 2011 w Tel Awiwie) – żydowska działaczka ruchu oporu w getcie warszawskim, uczestniczka tamtejszego powstania.

## Życiorys
Urodziła się w Warszawie w zasymilowanej rodziny żydowskiej, jako jedyne dziecko Jakuba Zylberga, właściciela hurtowni papierosów, i jego żony Racheli. 
Po przesiedleniu do getta warszawskiego zamieszkała z rodziną przy ulicy Gęsiej, a sama podjęła pracę w urzędzie pocztowym. Między wielką akcją deportacyjną w lecie 1942 roku a tzw. akcją styczniową (1943) przeszła na stronę aryjską i dzięki pomocy Aleksandra Kamińskiego zamieszkała na poddaszu kamienicy przy ulicy Pańskiej 5, które wkrótce stało się punktem kontaktowym Żydowskiej Organizacji Bojowej za murami. Przynosiła do tego mieszkania broń, którą następnie zabierano do getta. 
Po powstaniu w getcie u Luby ukrywali się Marek Edelman, Cywia Lubetkin, Icchak Cukierman i inni. Luba miała tzw. dobry „aryjski” wygląd, świetnie mówiła po polsku. Opiekowała się Żydami ukrywającymi się w mieście, m.in. dostarczała im pieniądze. Po powstaniu warszawskim do końca wojny mieszkała w Grodzisku. 
Od 1946 mieszkała w Izraelu – początkowo w kibucu Lochame ha-Geta’ot, a następnie w Tel Awiwie. Uczestniczyła w obchodach 65. rocznicy wybuchu powstania w getcie warszawskim.